# Aphthona himalayana
Aphthona himalayana es un coleóptero de la familia Chrysomelidae. Fue descrita científicamente por primera vez en 1997 por Medvedev & Sprecher-Uebersax.